# Asociația Cuțu, cuțu
Asociația Cuțu, cuțu este o organizație nonprofit din București, înființată în anul 2003, al cărei obiect de activitate este protecția animalelor. Asociația are o vastă activitate în domeniu, în special pentru animalele de companie: adopții, sterilizări, tratamente, demersuri în justiție, proteste, lobby, consiliere. În prezent se axează pe ramura educație-prevenție. 
Primăria București susține că 10% dintre câinii maidanezi adoptați de asociația Cuțu - Cuțu au fost găsiți înapoi pe stradă și au fost implicați în cazuri soldate cu moartea a două persoane. În cazul femeii omorâte de câini în curtea ADP sector 5 în 2011, patru dintre câinii ridicați de acolo aparțineau Asociației Cuțu-Cuțu. În cazul femeii găsite decedate în Parcul Obor cu mușcături de câine pe trup, de la fața locului au fost ridicați nouă câini, dintre care trei aparțineau acestei fundații, iar în cazul copilului mușcat în 2014 în Parcul IOR, câinele care a atacat aparținea aceleiași fundații. Ca urmare, în prezent asociația Cuțu-Cuțu este inclusă pe lista asociațiilor care nu mai au voie să adopte câini din adăposturile Autorității pentru Supravegherea și Protecția Animalelor (ASPA).